# 데니스 탱커슬리
데니스 리 탱커슬리(Dennis Lee Tankersley, 1979년 2월 24일 ~ )는 미국의 전 프로 야구 투수이다. 1997년 아마추어 드래프트에서 보스턴 레드삭스에 지명되었으나 계약을 하지 않다가 다음해 계약서에 서명했다. 2000년 6월 30일 샌디에이고 파드리스로 트레이드 되어, 2002년부터 2004년까지 파드리스에서 뛰었다. 이후 메이저 리그에서 모습을 보이지 못하고, 마이너를 전전하다 은퇴했다.